# KFC Skin Piles
KFC Skin Piles es un álbum de 12" del virtuoso guitarrista Buckethead. El álbum es básicamente la versión de Buckethead de canciones de películas (especialmente canciones de la película La matanza de Texas), el punto del álbum era para los DJs que jugaran con él en sus presentaciones por eso el álbum nunca ha salido en formato de CD y actualmente está fuera de circulación. 
La canción "A2" empieza con una parte de la canción "Pirates Life For Me" previamente lanzada en el álbum Giant Robot. La canción "B1" es esencialmente la famosa canción Thriller de Michael Jackson.

## Canciones

### Lado A
1. A1 – 3:58
2. A2 – 5:46
3. A3 – 0:48
4. A4 - 1:10

### Lado B
1. B1 – 2:26
2. B2 - 0:28
3. B3 - 0:32
4. B4 - 1:02
5. B5 - 2:51